# Sinfonía n.º 6 (Vaughan Williams)

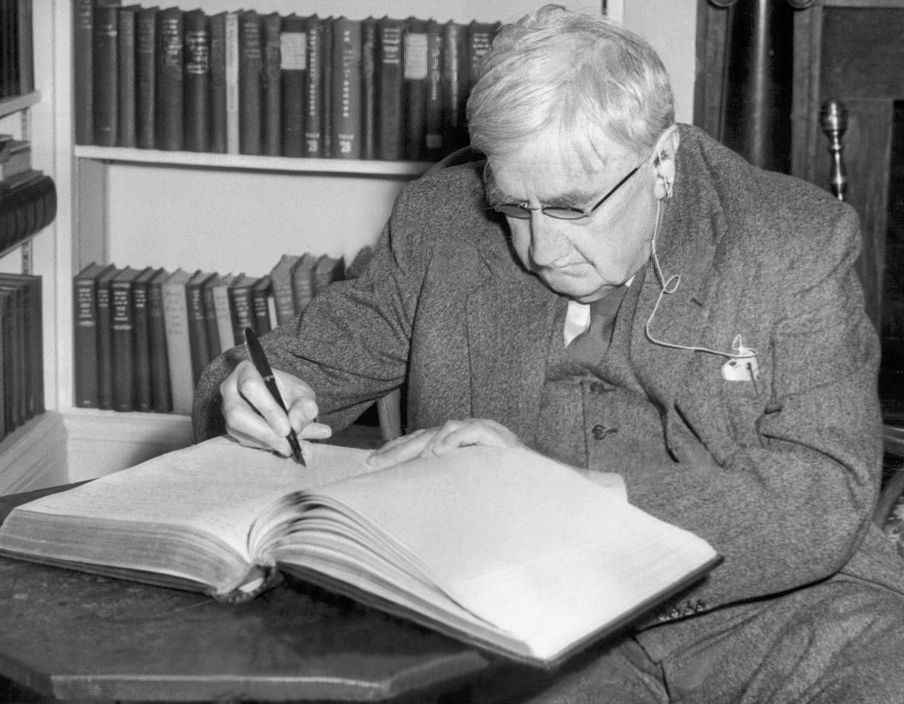
Vaughan Williams en 1954.

La Sinfonía n.° 6 en mi menor fue compuesta por Ralph Vaughan Williams entre 1944 y 1947. La obra está dedicada a Michael Mullinar.

## Historia

### Composición
La composición de esta pieza se desarrolló entre 1944 y 1947. Comenzó con algunos bocetos de la partitura para la película The Flemish Farm de 1943. El trabajó en obra durante e inmediatamente después de la Segunda Guerra Mundial. Muchos habían pensado que con la lírica Sinfonía n.º 5 escrita entre 1938 y 1943 el maestro inglés, que ya tenía setenta años, estaba en esencia despidiéndose del género sinfónico. Así que cuando se anunció en 1947 la Sinfonía n.º 6 la sorpresa y el interés fueron mucho mayores. En 1950 emprendió una revisión de la sinfonía.

### Estreno y publicación

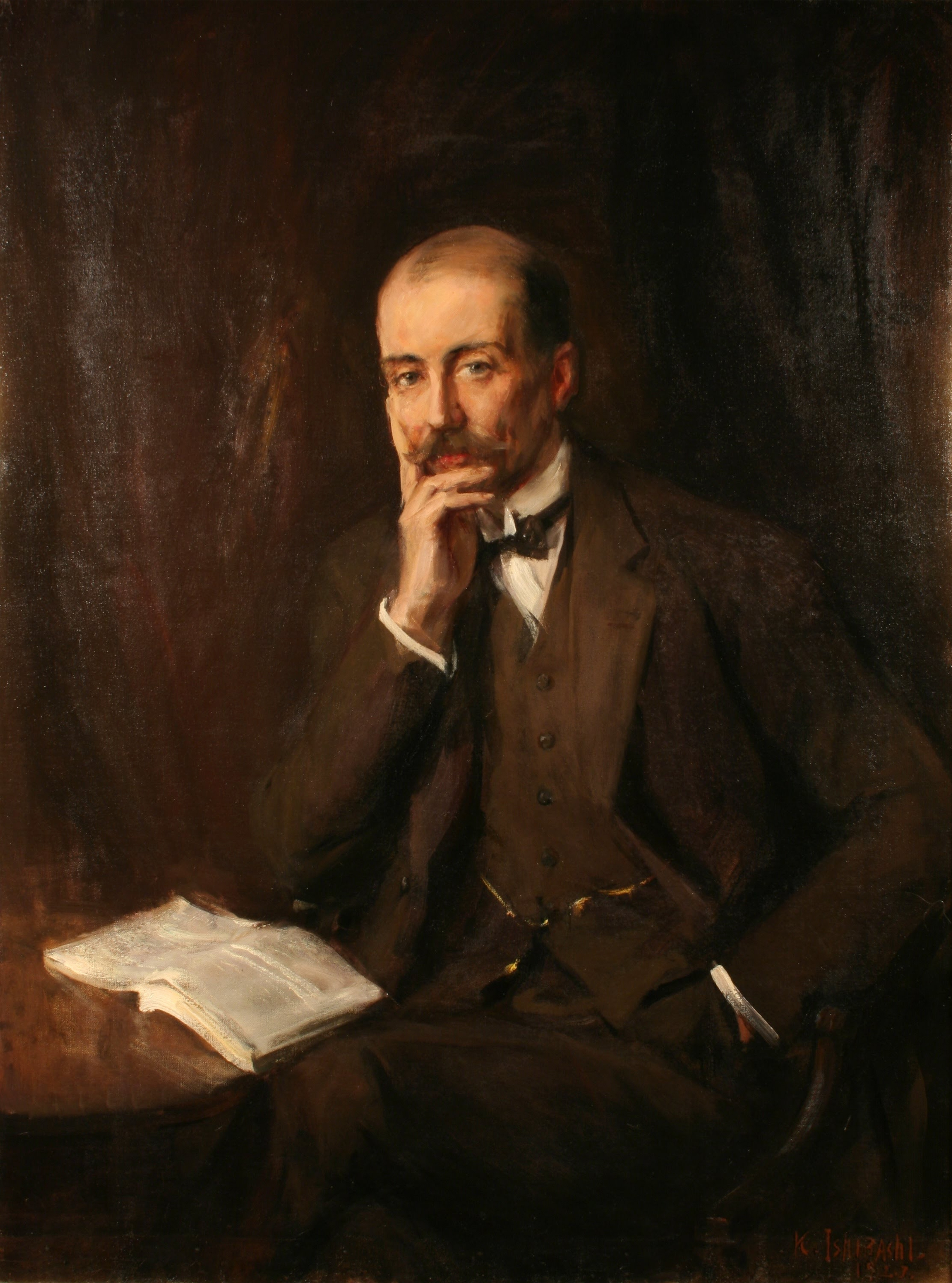
Adrian Boult, director del estreno.

El estreno de la versión original se celebró el 21 de abril de 1948 en el Royal Albert Hall de Londres por la Orquesta Sinfónica de la BBC dirigida por Adrian Boult. En su primer año de existencia esta obra se interpretó casi 100 veces. La primera interpretación en Estados Unidos tuvo lugar el 7 de agosto de 1948 durante el Festival de Tanglewood y corrió a cargo de la Orquesta Sinfónica de Boston bajo la batuta de Serguéi Kusevitski. Antes de que terminara ese año, los mismos músicos habían llevado la obra a Boston, Pittsburgh y Chicago (3 de diciembre). Leopold Stokowski dirigió el siguiente enero las primeras interpretaciones en Nueva York con la Filarmónica de Nueva York e inmediatamente llevó a cabo la primera grabación de la pieza.
La primera edición de la pieza fue llevada a cabo en 1948 por la editorial Oxford University Press en Londres. Algunas sinfonías de Vaughan Williams fueron publicadas con títulos descriptivos (A Sea Symphony, A London Symphony, A Pastoral Symphony, Sinfonía antártica); otras se publicaron como Sinfonía en fa menor y en re mayor. A las del último grupo se las denominaba Sinfonías n.º 4 y 5, pero Vaughan Williams lo desaprobaba: "Nunca he puesto números a mis sinfonías y no quiero empezar ahora". Finalmente la nueva obra fue publicada como "Sinfonía en mi menor".

## Instrumentación
La partitura está escrita para una gran orquesta formada por:
- Viento madera: 3 flautas (la tercera doblando al flautín), 2 oboes, 1 corno inglés, 2 clarinetes, 1 saxofón tenor (clarinete bajo doblando en si bemol), 2 fagotes, 1 contrafagot.
- Viento metal: 4 trompas en fa, 3 trompetas en si bemol, 3 trombones, 1 tuba.
- Percusión: timbales, bombo, caja, platillos, triángulo, xilófono.
- Cuerda: 1 arpa (opcionalmente doblada) y una sección de cuerdas con violines I y II, violas, violonchelos y contrabajos.

## Estructura y análisis
La sinfonía consta de cuatro movimientos:
- I. Allegro, en mi menor 4
4
- II. Moderato, en si bemol menor 4
4
- III. Scherzo. Allegro vivace, en fa mayor 2
4
- IV. Epilogue. Moderato, en mi menor 4
4

La interpretación de esta obra dura aproximadamente entre 30 y 35 minutos. Los cuatro movimientos se interpretan sin pausas entre ellos. Destaca por su lenguaje armónico inusualmente discordante, que recuerda a su Sinfonía n.° 4 en el enfoque, si no en la técnica, y por la inclusión de un saxofón tenor entre las maderas. En varios aspectos esta obra marca el comienzo de sus experimentos con la orquestación que caracterizan su música tardía. Incluye una serie de temas que vuelven de diversas formas a lo largo de la pieza, como el uso de acordes simultáneos a distancia de un semitono o bien la figura rítmica breve-breve-larga. La muerte de los miembros de la banda que tocaba en el club londinense Café de París debido a un bombardeo en 1941 le llevó a incorporar elementos del jazz, incluido un solo de saxofón en el Scherzo. El tono inusual de la obra, en particular la absoluta desolación del Finale, ha llevado a muchos analistas a buscar algún tipo de programa extramusical. Vaughan Williams, como de costumbre, rechazó de plano tales interpretaciones. El compositor quizá nunca pensó en una sinfonía programática, pero era inevitable que su público de posguerra asociara su carácter inquietante y, a menudo, violento con la detonación de las bombas atómicas sobre Hiroshima y Nagasaki. En respuesta a estas preguntas se le cita ampliamente diciendo: "Parece que a la gente nunca se le ocurre que un hombre solo quiera escribir una obra musical".

### I.Allegro
El primer movimiento, Allegro, está escrito en la tonalidad de mi menor y en compás de 4/4. Estructuralmente se puede considerar dentro de la categoría de la forma sonata con sus temas contrastantes y centros clave cuidadosamente organizados, aunque esto puede no ser evidente en la primera audición. De hecho, el punto de contraste más llamativo puede ser la reaparición cerca del cierre del movimiento de uno de los temas principales en mi mayor. Se abre de manera tempestuosa con toda la orquesta tocando en fortissimo simultáneamente en fa menor y mi menor. La caótica avalancha de notas hace que sea difícil de seguir por el oyente. Debido a que el compositor usa tantas técnicas disruptivas tanto en el ritmo como en la armonía, a menudo no hay un sentido claro de la métrica o la tonalidad. Tras una breve pausa, irrumpe una sección de marcha sincopada. Su ritmo jazzístico desemboca en una solemne melodía tocada primero por las cuerdas y luego por los metales con marcados acentos percusivos. Tras otros episodios, la melodía solemne reaparece en una forma más expresiva, con cuerdas que fluyen y arpa que rasguea, para desembocar gradualmente en un retorno final de la tormentosa música de apertura. Concluye con un mi sostenido al unísono en las cuerdas graves, que da paso directamente al segundo movimiento.

### II.Moderato
El segundo movimiento, Moderato, está en si bemol menor y en compás de 4/4. El movimiento lento presenta un carácter espeluznante y amenazador que refleja un paisaje gélido. Se inicia en una tonalidad que está a un tritono de distancia de la del Allegro inicial. Los temas principales son muy cromáticos. Destaca un motivo rítmico marcial "rat-a-tat", con dos semicorcheas y una corchea, que aparece en el segundo compás y es martilleado más de 90 veces por los metales y la percusión, dominando todo a su alrededor. Dicho motivo desaparece por un tiempo y el efecto de su regreso es una sensación de pavor casi palpable. Se alcanza un gran clímax monolítico alimentado por esa figura, que incluye el punto con el sonido más fuerte de toda la sinfonía. Cuando el crescendo se agota, llega la conclusión con un extenso solo de corno inglés sobre volutas de cuerdas aún acompañado por el mismo ostinato de tres notas. Con una última nota sostenida a través de una caída de un semitono se da paso al tercer movimiento. El oscuro y amenazador motivo de tres notas parece una reminiscencia del primer movimiento "Marte, el portador de la guerra" de la suite Los planetas de Gustav Holst.

### III.Scherzo. Allegro vivace
El tercer movimiento, Scherzo. Allegro vivace, está en fa mayor y en compás de 2/4. La estructura responde a un scherzo con trío. La sensación general no es de diversión ya que la atmósfera es decididamente estridente y sarcástica. Aquí se percibe algo de la socarronería de Dmitri Shostakóvich, ya que genera una cantidad considerable de energía sin dirección. El estilo rítmico es menos inconexo que en el movimiento inicial ya que en este caso el oyente tiene pocos problemas para seguir la métrica. La armonía, muy dominada por tritonos o quintas disminuidas, y la orquestación vuelven a la densidad del primer movimiento con una textura marcadamente fugada. La sección de trío presenta el único papel solista del saxofón tenor en la sinfonía, que interpreta un solo sorprendente y bastante desaliñado con el redoble del timbal repicando tras él. Después el compositor invierte el tema de la fuga y eventualmente combina esa forma con la versión original. La melodía del saxofón se transforma en un clímax ruidoso y estridente planteado por la orquesta completa, en el que la música casi colapsa. Todo esto se atenúa con el parloteo de las maderas y el clarinete bajo se queda sosteniendo la nota que enlaza con el Finale.

### IV.Epilogue. Moderato
El cuarto y último movimiento, Epilogue. Moderato, está en mi frigio y en compás de 4/4. El Finale presenta un carácter fantasmagórico que deambula sin propósito durante unos 10 minutos con una dinámica que se mantiene en pianissimo. Los movimientos segundo y cuarto comparten el mismo tempo, aunque la sensación aquí es decididamente más lenta. La estructura es vagamente fugada, pero no es demasiado perceptible para el oyente ya que todo se toca muy suavemente. En un punto se indica senza crescendo para no aumentar el volumen, en otro senza espressivo para tocar sin ninguna expresión. Esto hace que sea muy difícil de interpretar y la audiencia debe estar muy concentrada para no perder el hilo. Pequeños fragmentos de melodía intentan unirse, pero fracasan sistemáticamente. El compositor, en sus notas al programa, habla de “deriva” y “soplos de tema” al caracterizar la música. La música continúa a la deriva entre cuerdas y metales apagados, los primeros llevando la obra a un cierre angustioso mientras se balancean, casi inaudiblemente, entre acordes de mi bemol mayor y mi menor. La textura evanescente, el vacío emocional, la absoluta quietud son muy inquietantes. Todos estos rasgos hicieron que muchos analistas vieran la obra como una visión de un mundo tras algún tipo de devastación postnuclear o postbélica y en su descripción emplearan palabras como "muerto", "estéril" y "ruinas". El compositor rechazó tal literalidad y la única pista que proporcionó para acercarnos al significado de la música fue una referencia al famoso discurso de Próspero en el acto IV de La tempestad de Shakespeare:

«We are such stuff

As dreams are made on, 

and our little life

Is rounded with a sleep.»
«Somos de la misma materia

De la que están hechos los sueños, 

y nuestra pequeña vida

Es redondeada con un sueño.»

Tal vez por coincidencia, en 1951 Vaughan Williams puso música a estas mismas palabras en una de sus Three Shakespearean Songs para coro. Este movimiento y hasta cierto punto el segundo evocan los paisajes gélidos de la partitura de Vaughan Williams para la película Scott of the Antarctic (1948), así como la Sinfonía n.º 7 antártica que la acompaña (1949-1952). Esta sinfonía sigue provocando muchas especulaciones sobre su significado y a través de su viuda se apunta en la dirección de un Nunc dimittis agnóstico.

## Recepción de la obra
Tras el estreno de la versión original en 1948, la obra fue recibida con enorme aclamación. El director Leopold Stokowski, tras llevar a cabo la primera grabación de la pieza en 1949, declaró: "esta es música que ocupará su lugar con las más grandes creaciones de los grandes maestros". No obstante, Vaughan Williams dudaba de su sinfonía y amenazó varias veces con romper los bocetos. Al mismo tiempo, sus notas al programa para la primera actuación tomaron un tono desafiantemente frívolo.

## Discografía selecta
Las dos primeras grabaciones se lanzaron inicialmente en discos fonográficos de 78 rpm. La primera fue realizada el 21 de febrero de 1949 por la Orquesta Filarmónica de Nueva York bajo la dirección de Leopold Stokowski, que había sido compañero de estudios de órgano de Vaughan Williams en el Royal College of Music en la década de 1890 (e iba a efectuar el estreno en Estados Unidos de su Sinfonía n.º 9 en 1958). La segunda fue de Sir Adrian Boult días después con la Orquesta Sinfónica de Londres. Ambos utilizaron la versión original del tercer movimiento. El compositor revisó ese movimiento en 1950; Boult lo grabó inmediatamente para HMV y esa nueva versión se incluyó en las siguientes ediciones de la grabación. Boult también realizó una nueva grabación de la sinfonía a fines de 1953 para Decca en presencia del compositor, quien agradeció su trabajo a los músicos al final de aquellas sesiones y este discurso fue grabado e incluido en lanzamientos de discos como un apéndice de la sinfonía. En total ha habido 26 grabaciones seleccionadas:
- 1949 – Leopold Stokowski, Orquesta Filarmónica de Nueva York (Columbia Masterworks ML 4214; Manhattan Center, 21 de febrero de 1949).
- 1949 – Adrian Boult, Orquesta Sinfónica de Londres (HMV BLP 1001 de 10 pulgadas; Abbey Road, 23-24 de febrero de 1949).
- 1953 – Adrian Boult, Orquesta Filarmónica de Londres (Decca LXT 2911; Kingsway Hall, 28-31 de diciembre de 1953).
- 1964 – John Barbirolli, Boston Symphony Orchestra (Music & Arts CD 251-2; Symphony Hall, 30 de octubre de 1964).
- 1965 – Maurice Abravanel, Orquesta Sinfónica de Utah (Vanguard VSD-71160; University of Utah Music Hall, diciembre de 1965).
- 1967 – Adrian Boult, New Philharmonia Orchestra (HMV ASD 2329; Abbey Road, 27 de febrero y 1 de marzo de 1967).
- 1968 – André Previn, Orquesta Sinfónica de Londres (RCA Victor SB 6769; Kingsway Hall, 1-3 de abril de 1968).
- 1970 – John Barbirolli, Orquesta Sinfónica de la Radio de Baviera (Orfeo C 265 921 B; Herkulessaal, 10 de abril de 1970).
- 1972 – Adrian Boult, New Philharmonia Orchestra (BBC Legends BBCL 4256-2; Ayuntamiento de Cheltenham, 7 de julio de 1972).
- 1972 – Adrian Boult, Orquesta Sinfónica de la BBC (BBC Radio Classics 15656 91642; Royal Albert Hall, 16 de agosto de 1972).
- 1974 – Paavo Berglund, Orquesta Sinfónica de Bournemouth (HMV ASD 3127; Kingsway Hall, 17-18 de junio de 1974).
- 1979 – Vernon Handley, Orquesta Filarmónica de Londres (Classics for Pleasure CFP 40334; Walthamstow Assembly Hall, 5-6 de febrero de 1979).
- 1987 – Colin Davis, Orquesta Sinfónica de la Radio de Baviera (BR Klassik 900705; Gasteig, 30 de abril de 1987).
- 1988 – Guennadi Rozhdéstvenski, Orquesta Sinfónica Estatal de la URSS (Melodiya CD 10-02170-5; Edif. Philharmonia, Leningrado, 31 de octubre de 1988).
- 1988 – Bryden Thomson, Orquesta Sinfónica de Londres (Chandos CHAN 8740; St Jude-on-the-Hill, Hampstead, 16-17 de diciembre de 1988).
- 1990 – Leonard Slatkin, Orquesta Philharmonia (RCA Victor Red Seal RD 60556 (Ayto. de Watford, 6-8 de abril de 1990).
- 1990 – Neville Marriner, Academy of St Martin in the Fields (Collins Classics 12022; Henry Wood Hall, mayo de 1990).
- 1990 – Andrew Davis, Orquesta Sinfónica de la BBC (Teldec 9031-73127-2; Iglesia de San Agustín, octubre de 1990).
- 1993 – Kees Bakels, Orquesta Sinfónica de Bournemouth (Naxos 8.550733; Winter Gardens de Bournemouth, 12 de noviembre de 1993).
- 1994 – Vernon Handley, Real Orquesta Filarmónica de Liverpool (EMI Eminence CD EMX 2230; Philharmonic Hall de Liverpool, 5-6 de marzo de 1994).
- 1997 – Bernard Haitink, Filarmónica de Londres, (EMI CD 5 56762 2; Coliseo de Watford, 13-14 de diciembre de 1997).
- 1997 – Roger Norrington, Filarmónica de Londres (Decca 458 658-2; Coliseo de Watford, 15-16 de diciembre de 1997).
- 2003 – Richard Hickox, Orquesta Sinfónica de Londres (Chandos CHSA 5016; Iglesia de todos los santos, Tooting, 21-22 de enero de 2003).
- 2016 – Mark Elder, Orquesta Hallé de Mánchester (Hallé CD HLL 7547; Bridgewater Hall, 10 de noviembre de 2016).
- 2017 – Andrew Manze, Real Orquesta Filarmónica de Liverpool (Onyx 4184; Philharmonic Hall de Liverpool, 21-23 de abril de 2017).
- 2020 – Antonio Pappano, Orquesta Sinfónica de Londres (LSO Live LSO0867D; Barbican Hall, 15 de marzo de 2020).
- 2022 – John Wilson, Orquesta Filarmónica de la BBC (BBC Music Magazine BBCMM 474) parte de la BBC Music Magazine Collection Vol. 30 n.º 8.